# Шугарян, Рубен Робертович
Рубен Робертович Шугарян (арм. Ռուբեն Շուգարյան, 19 октября 1962, Москва, РСФСР, СССР — 21 апреля 2020, Бостон, США) — армянский политический деятель и дипломат.
- 1985 — окончил Ереванский государственный лингвистический университет имени В. Я. Брюсова (Ереван).
- 1989 — факультет философии Ереванского государственного университета.
- 1985—1991 — инструктор английского языка в Ереванском политехническом институте.
- С января по ноябрь 1991 — эксперт комиссии по иностранным делам Верховного совета Армянской ССР.
- Ноябрь 1991 — Июль 1992 — помощник президента Армении.
- Июль 1992 — Февраль 1993 — был пресс-секретарём президента Армении.
- 1993—1999 — был послом Армении в США. Имеет ранг чрезвычайного и полномочного посла.
- 1999—2005 — был заместителем министра иностранных дел Армении.
- 2005 — 2008 — посол Армении в Италии.

В связи с подписанием заявления по поводу результатов выборов в Армении в феврале 2008 года уволен с дипломатической службы.